# 나도향
나도향(羅稻香, 1902년 3월 30일~1926년 8월 26일)은 일제강점기의 한국 소설가이다. 본명은 나경손(羅慶孫)이며 필명은 나빈(羅彬)이다. 호는 도향(稻香)이다.
한성부 용산방 청파계(지금의 서울특별시 용산구 청파동)에서 태어났다. 1919년 배재학당을 졸업하고 경성의학전문학교를 중퇴한 뒤 영문학부에 입학하기 위해 일본에 건너가 고학으로 공부하였다. 그러나 학비 부족으로 귀국하여 1920년에는 경상북도 안동에서 보통학교 교사로 근무했다. 1922년 《백조》의 창간호에 소설 《젊은이의 시절》을 발표하여 문단에 등장하였다. 이상화, 현진건, 박종화 등과 함께 백조파라는 낭만파를 이루었다. ≪백조≫ 창간호에 ＜젊은이의 시절＞을 발표했다. 같은 해 ＜별을 안거든 울지나 말걸＞을 발표한 뒤, ≪동아일보≫에 장편 ≪환희≫를 연재했고, 이어 ＜옛날의 꿈은 창백하더이다＞를 발표했다. 여기서 장편 《환희》를 통해 19세의 소년 작가로 문단의 주목을 받게 된다. 이 때부터 작품 경향을 바꾸어 자연주의적 수법이 보이기 시작했다. 1923년에 ＜은화 백동화＞, ＜17원 50전＞, ＜행랑자식＞을, 1924년에는 ＜자기를 찾기 전＞, 1925년 7월 《여명》 창간호에 《벙어리 삼룡이》를 발표하였는데, 한국 근대 문학사상 가장 우수한 단편 중의 하나로서 평가받고 있다. 그는 날카로운 필치로 많은 작품을 써서 천재 작가로 알려졌으나 폐병으로 인해 24세의 젊은 나이로 요절하고 말았다.
초기에는 주로 작가의 자전적 측면에 연관된 내용을 소설로 썼기 때문에 주관적이고 낭만적인 감정 토로, 감상적인 예술가형 주인공이 주로 등장하는 작품을 많이 썼다. 그러나 곧 습작기의 이런 서툰 창작 형태를 벗어나 ＜행랑자식＞, ＜자기를 찾기 전＞ 등의 작품을 발표하는데, 이후의 작품은 빈곤, 사회적 계급 관계 등 현실의 문제를 정면으로 다루면서, 낭만주의를 벗어난 사실주의적 성격을 뚜렷이 보여준다.
장편 소설 ≪환희≫는 ≪동아일보≫의 청탁에 의한 것인데, 작자 자신도 “사색과 구상에 들어서 조금도 생각이 없었다고 해도 과언이 아니고, 붓이 내려가는 대로” 썼다고 고백했듯이, 통속 소설의 취향을 따르면서도, 이해하기 쉽게 사건을 자세히 묘사하기보다는 모호한 내면, 환상, 영탄을 사용하는 등 비극적 운명에 대한 감상주의가 두드러진 작품이다. 이러한 나도향의 낭만적 감상주의풍은 ＜여이발사＞를 발표하면서 소설적인 간결함과 냉정한 시선, 객관성을 확보한 문체와 구성으로 극적인 변화를 보여준다. 초기 소설의 단점을 극복해 낸 이런 소설적 성취는 나도향의 작품에 독특한 개성을 부여한다. 즉, 낭만주의적인 감상성, 미학주의와 현실 비판의 냉정한 관찰력이 결합된 그의 소설은 인간의 욕망, 내면을 중요시하는 낭만주의적인 것과 그런 욕망이 사회 속에서 드러내는 행태에 대한 객관적 묘사와 관찰을 동시에 보여준다.
생에 대한 원초적 의지와 욕망이 사회적인 제 관계 속에서 드러내는 현상에 대한 그의 고찰은 낭만적 열정과 사실주의적인 ‘관계성의 냉정한 분석’을 포함한 것이다. ＜벙어리 삼룡이＞, ＜물레방아＞, ＜뽕＞ 등의 토속성과 원시적 건강성, 생명력이 낭만주의적인 것이라면, 이 세 작품이 암시하는 욕망의 실패와 좌절은 사회적 관계의 부조리가 원인이 된 것이다. 결국, 낭만적 이상이 지닌 건강성은 현실의 타락한 관계, 환경에 의해서 일그러지고 왜곡된다.
나도향의 소설은 이런 일그러진 원초성, 문명 이전의 건강성을 예리하게 지적하고 있는 점에서 또한 중요한 특징과 가치를 지닌다.
주요작품으로 《물레방아》, 《뽕》, 《벙어리 삼룡이》 《별을 안거든 울지나 말걸》 등이 있는데, 민중들의 슬프고 비참한 삶에 초점을 맞춘 작품들이다. 작품들 중 《벙어리 삼룡이》,《뽕》은 영화로 만들어졌다.

## 참고 문헌
- 이 문서에는 다음커뮤니케이션(현 카카오)에서 GFDL 또는 CC-SA 라이선스로 배포한 글로벌 세계대백과사전의 내용을 기초로 작성된 글이 포함되어 있습니다.
- 본 문서에는 지식을만드는지식에서 CC-BY-SA 3.0으로 배포한 책 소개글 중 "초판본 나도향 단편집" 의 소개글을 기초로 작성된 내용이 포함되어 있습니다.